# Россия на «Детском Евровидении — 2021»
Россия участвовала на Детском Евровидении 2021 17-й раз. Тогда представила Татьяна Меженцева с песней «Mon ami». В итоге заняла 7 место, набрав 124 балла.

## Прошлые участия
Россия до Евровидения-2021 выступала 16 раз с 2005 и с момента дебюта, ни разу не пропустила конкурс. До 2021 она выиграла 2 раза. Первую победу принесли Сёстры Толмачёвы с песней «Весенний джаз» в 2006 году. Позже Сестры Толмачёвы также отправятся представить Россию на Евровидение 2014 и займут 7 место. И в 2017 году с песней «Крылья» принесла победу Полина Богусевич. Худшим результатом является 13 место в 2019 году.

## Исполнитель
Татьяна Меженцева родилась в Москве, Россия, 14 декабря 2009 года. Она начала петь в возрасте четырех лет. Она училась в Мастерской эстрадного искусства под руководством Аллы Пугачевой, а затем стала студенткой Академии Игоря Крутого. На конкурсе Детская Новая волна, проходившем в Крыму, Меженцева познакомилась и подружилась с Денберелом Ооржаком, и они решили создать дуэт. Ранее она уже участвовала на Детском Евровидении 2019 с Денберелом Ооржаком, но заняли лишь 13 место.

## На Детском Евровидении
Конкурс комментировали Антон Зорькин и Хрюша, а баллы оглашала Лиза Гуреева.
Таня выступила под номером 7 после Болгарии и перед Ирландией. По итогу голосовании национального жюри и телеголосования заняла 7 место набрав 124 балла.

## Голосование
| Баллы                  | Россия отдала          | Россия получила                 |
| ---------------------- | ---------------------- | ------------------------------- |
| Онлайн-телеголосование | Онлайн-телеголосование | 50                              |
| 12 баллов              | Казахстан              | Азербайджан Казахстан Македония |
| 10 баллов              | Азербайджан            | —                               |
| 8 баллов               | Македония              | —                               |
| 7 баллов               | Албания                | Албания Армения                 |
| 6 баллов               | Армения                | —                               |
| 5 баллов               | Болгария               | Германия                        |
| 4 балла                | Франция                | Польша Сербия                   |
| 3 балла                | Грузия                 | Болгария Испания Нидерланды     |
| 2 балла                | Мальта                 | —                               |
| 1 балл                 | Польша                 | Мальта Франция                  |